# Night of the Progfestival

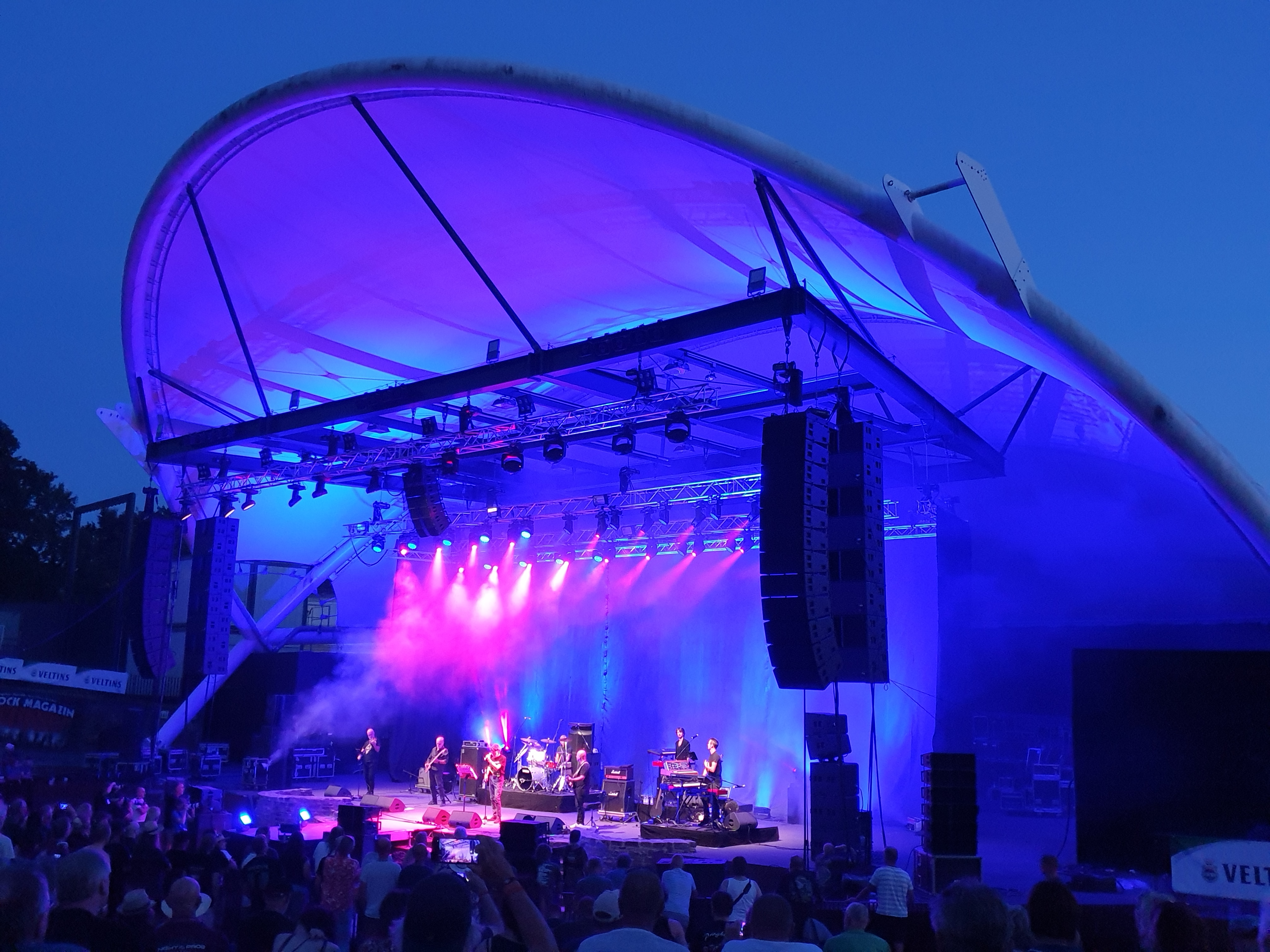
Het podium van de Freilichtsbühne op de Loreley (Duitsland) tijdens het Night of the Progfestival 2022

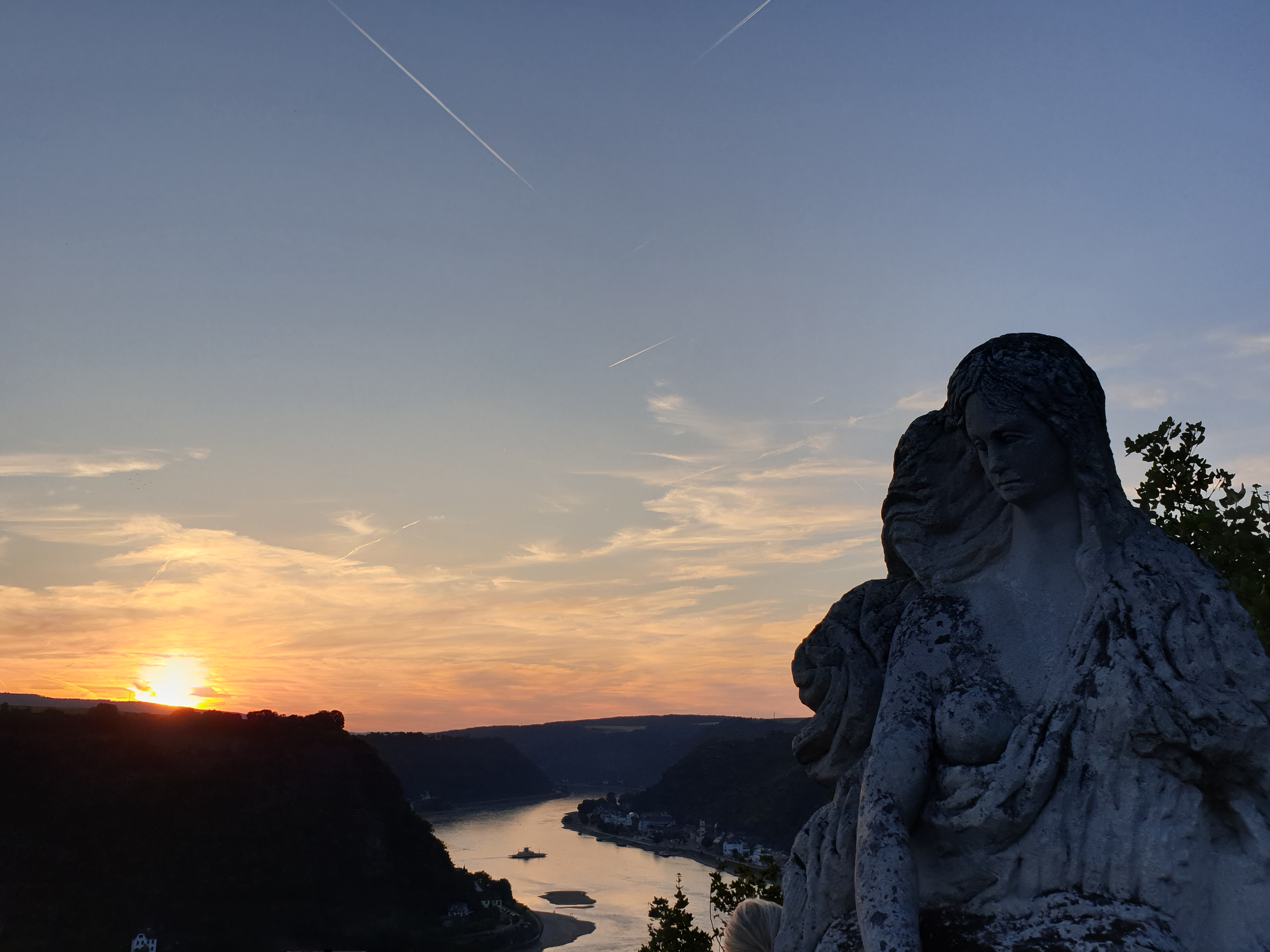
Uitzicht over de Rijn vanaf de Freilichtsbühne tijdens het Night of the Progfestival 2022 met het standbeeld van de Loreley

Night of the Prog, ook bekend als NOTP, is een progressive-rock- en metal-festival, dat jaarlijks op de Freilichtbühne, het openlucht-amphitheater op de Loreley in Duitsland plaatsvindt.

## Het Festival
Het begon in 2006 als een eendaags festival. Vanaf 2007 duurde het twee dagen tot in het jubileumjaar 2015 het een driedaagsfestival werd. Eenmalig was het in 2008 ook driedaags. 
Het zwaartepunt van het festival ligt op de progressieve rock- en metal-genre's met al hun subgenres, maar ook muziekstromingen die de progressieve muziek zijdelings raken.
Er treden bands op uit de hoogtijdagen van de klassieke prog-muziek in de jaren 70, verder uit de neoprogscene van de jaren 80, maar ook moderne bands. Daaronder bevinden zich naast de bekende grootheden zoals Asia, Jethro Tull, Marillion, Dream Theater of Opeth ook nieuwkomers. Het NOTP-Festival is momenteel een van de grootste progressieve rockevenementen ter wereld.
2020 en 2021 werd het festival door de coronapandemie naar 2022 verschoven.

## Lineups
| Jaar | Vrijdag | Zaterdag | Zondag |
| ---- | --- | --- | --- |
| 2006 | 28 juli - Fish - Mostly Autumn - Sylvan - Seconds Out                                                                        | | |
| 2007 | 21 juli - Asia - Echoes - IQ - Jebo - Sylvan                                                                                 | 22 juli - The Merlin Bird - Jethro Tull - Pendragon - The Watch - Fish                                                                                               | |
| 2008 | 18 juli - Hipgnosis - Isildurs Bane - Klaus Schulze & Lisa Gerrard - Solar Moon - Tangerine Dream                            | 19 juli - Barclay James Harvest feat. Les Holroyd - Central Park - Fish - It Bites - Magenta - Pain of Salvation - The Flower Kings                                  | 20 juli - Gazpacho - Knight Area - Neal Morse - Quidam - Ray Wilson - Roger Hodgson                                                 |
| 2009 | 10 juli - Agents of Mercy - Also Eden - Arena - Gazpacho - Riverside                                                         | 11 juli - Lazuli - Mick Pointer - Pendragon - Steve Hackett - Subsignal - The Pineapple Thief                                                                        | |
| 2010 | 3 september - Ars Nova - Galahad - Pallas - Three Friends - Twelfth Night                                                    | 4 september - Gazpacho - Marillion - Moongarden - Solstice - Sylvan - The Enid                                                                                       | |
| 2011 | 8 juli - Threshold - Riverside - Martigan - Sky Architect - Eloy                                                             | 9 juli - Vanden Plas - RPWL - IQ - Haken - Dream Theater - Anathema                                                                                                  | |
| 2012 | | 7 juli - Hasse Fröberg & The Musical Companion - Enochian Theory - Airbag - Sylvan - Arena - Spock's Beard - Saga                                                    | 8 juli - Frequency Drift - Lazuli - Haken - The Flower Kings - Katatonia - Steve Hackett                                            |
| 2013 | | 13 juli - Crippled Black Phoenix - Magma - Sanguine Hum - Sound of Contact - Steven Wilson - The Pineapple Thief                                                     | 14 juli - Amplifier - Anima Mundi - Caravan - Devin Townsend Project - Maybeshewill - Opeth - Änglagård                             |
| 2014 | 18 juli - Gran Turismo Veloce - Traumhaus - Collage - Long Distance Calling - IQ - Transatlantic                             | 19 juli - Synaesthesia - A Liquid Landscape - Dream the Electric Sleep - Clepsydra - Brian Cummins - Anathema - Marillion                                            | |
| 2015 | 17 juli - Lesoir - Beardfish - The Gentle Storm - Pendragon - Neal Morse - Camel                                             | 18 juli - Luna Kiss - Haken - Sylvan - Lazuli - The Enid - Riverside - Fish (30th Anniversary Misplaced Childhood Show)                                              | 19 juli - Special Providence - IO Earth - Kaipa DaCapo - Steve Rothery - Pain of Salvation - Steve Hackett (Genesis Revisited)      |
| 2016 | 15 juli - Lion Shepherd - Subsignal - Mostly Autumn - Anekdoten - Lucifer’s Friend - Spock's Beard & Neal Morse              | 16 juli - Seven Steps to the Green Door - Frequency Drift - Gens de la Lune - RPWL - Focus - Jane - Hawkwind                                                         | 17 juli - Knifeworld - Anima Mundi - Lifesigns - Magic Pie - Carl Palmers ELP Legacy - The Musical Box                              |
| 2017 | 14 juli - Second Relation - Maschine - Soul Secret - Blind Ego - Crippled Black Phoenix - Mike Portnoy's "Shattered Fortess" | 15 juli - Eyevory - Ashby - Karibow - Comedy of Errors - David Cross Band - Ray Wilson - Yes featuring Jon Anderson, Trevor Rabin, Rick Wakeman                      | 16 juli - A Kew's Tag - Franck Carducci Band - Seven Impale - Gong - Chris Thompson - Marillion                                     |
| 2018 | 13 juli - Retrospective - Deafening Opera - Antimatter - Threshold - Riverside - Big Big Train                               | 14 juli - Smalltape - Long Distance Calling - Rikard Sjöblom's Gungfly - Wobbler - Mystery - The Sea Within (Stolt, McPherson, Reingold, Brislin, Minnemann) - Camel | 15 juli - Casey McPherson - Anubis - Gentle Knife - Ange - Arena - Steve Hogarth & Isildurs Bane met speciale gast Richard Barbieri |
| 2019 | 19 juli - Dilemma - Special Providence - Chandelier - IQ - Tangerine Dream                                                   | 20 juli - F.O.R.S. - Overhead - Tim Bowness - "t" (Thomas Thielen) - Karcius - Lazuli - Nick Mason‘s Saucerful of Secrets                                            | 21 juli - The Windmill - Oak - RanestRane - All Traps On Earth - Anathema - The Steve Hillage Band met Gong                         |
| 2022 | 22 juli - Soulsplitter - Blank Manuskript - Smalltape - Pure Reason Revolution - The Pineapple Thief - Renaissance           | 23 juli - Sentryturn - Fughu - Traumhaus - Jadis - Lazuli - Steve Hackett                                                                                            | 24 juli - Infringement - Voyager IV - Wicked Ways - Barock Project - Colosseum - RPWL - PFM                                         |
| 2023 | 14 juli - Time Shift Accident - Abel Ganz - Agusa - Anneke van Giersbergen - Cyan - Nick Mason’s Saucerful of Secrets        | 15 juli - Aëdon - Fuchs - Venus Principle - Franck Carducci - Wishbone Ash - The Musical Box                                                                         | 16 juli - Karfagen - Mad Fellaz - Oak - Panzerballett - Esthesis - Soen - Leprous                                                   |

## Weblinks
- www.nightoftheprogfestival.com